# ミハイル・フセヴォロドヴィチ (プロンスク公)
ミハイル・フセヴォロドヴィチ（ロシア語: Михаил Всеволодович、? - 1217年）は、プロンスク公フセヴォロドの子である。父の死後（1207年）にプロンスク公国を継いだ。プロンスク公：1207年 - 1217年（途中断絶あり）。

## 生涯
1201年にウラジーミル大公フセヴォロド3世が、リャザン大公国へと侵攻すると、ミハイルはプロンスクからチェルニゴフへと逃走した。いとこのイジャスラフがプロンスクを防衛したが敗れ、プロンスク公位はオレグの手に渡った。
1208年から1209年にかけての冬に、ミハイルはイジャスラフと共にウラジーミル大公国へ侵攻したが、ユーリーの率いるウラジーミル・スズダリ軍にモスクワ近郊で敗れた。1217年、イサドィ諸公会議において、イジャスラフらと共に殺害された。
『バツのリャザン襲撃の物語』(ru)では、ミハイルはバトゥによるリャザン攻略（1237年）の後にプロンスク公を父から継いだという記述がある。しかしこれと同様の趣旨の記述は他の史料にはみられず、誤りであるとみなされている。

## 妻子
妻はチェルニゴフ公フセヴォロドの娘のヴェラ（オリョーナ）。『イパーチー年代記』には、ミハイルの子が1237年のモンゴルのルーシ侵攻の報を、ウラジーミル大公国へと伝えたという記述がある。また、この人物はモンゴル軍の侵攻によって死亡した公の一人であるという説がある。